# Lioplax sulculosa
Lioplax sulculosa är en snäckart som först beskrevs av Menke 1827.  Lioplax sulculosa ingår i släktet Lioplax och familjen sumpsnäckor. Inga underarter finns listade i Catalogue of Life.